# Industria

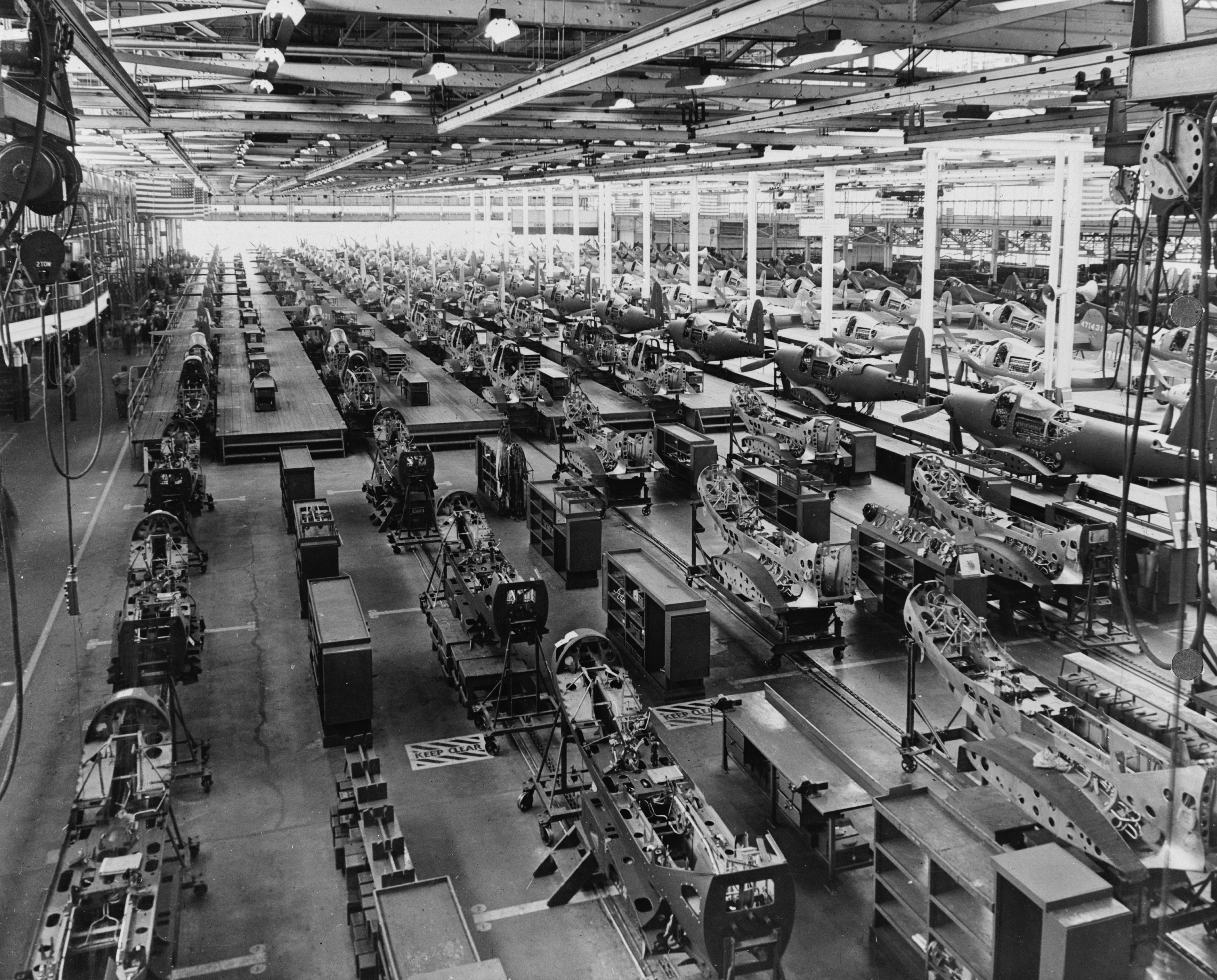
Esempio di produzione industriale: catena di montaggio dei velivoli Bell P-39 Airacobra negli Stati Uniti (1944).

Il termine industria (dal latino industria (-ae), a sua volta di etimologia incerta, che significa "operosità" e "attività") viene utilizzato in senso lato per indicare qualsiasi attività umana che viene svolta allo scopo di generare beni o servizi.

## Storia

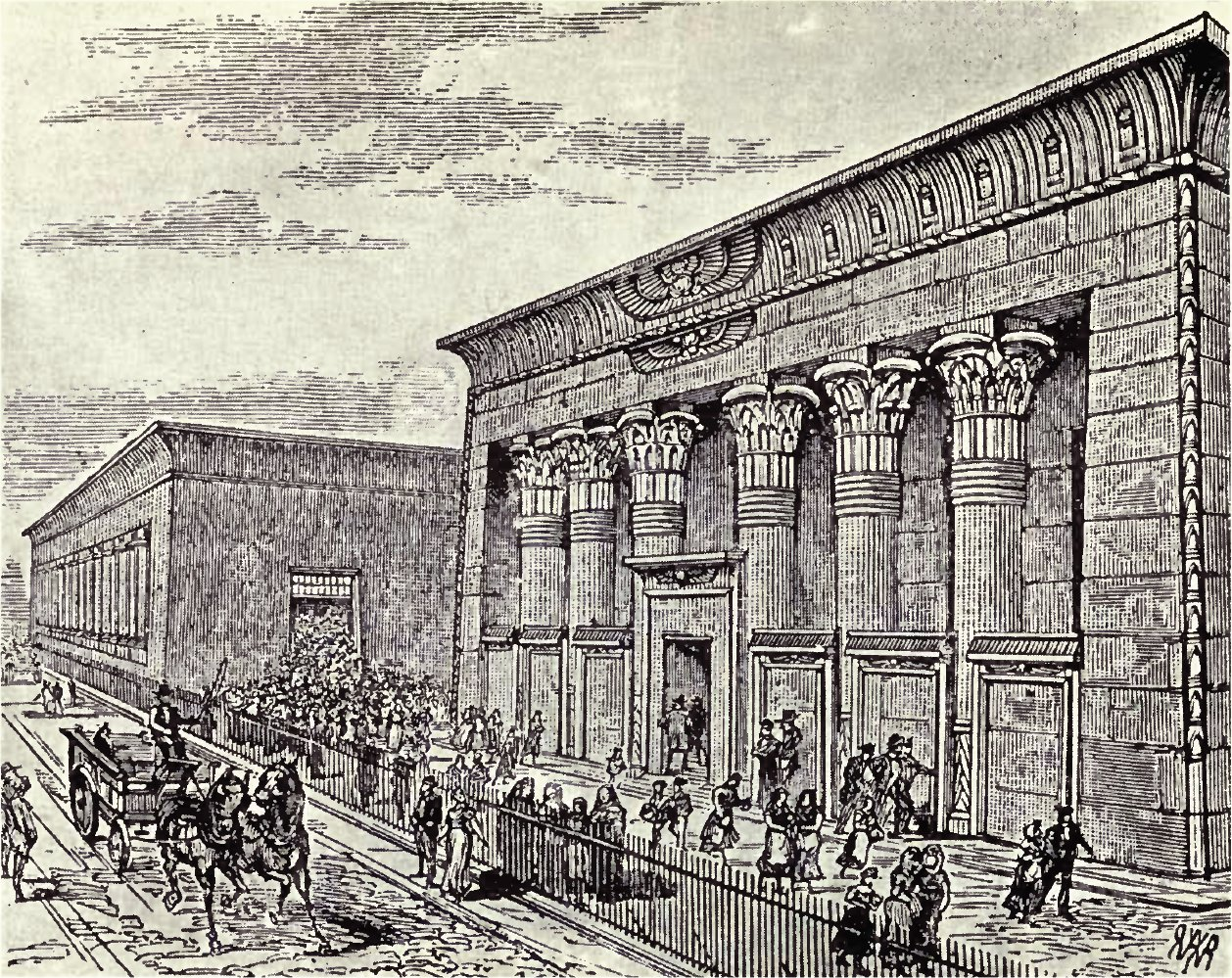
Illustrazione di una fabbrica di lino a Leeds, in Gran Bretagna (1800 circa).

Già nella preistoria erano esercitate molte attività di trasformazione dei materiali per ottenere dei beni (ad esempio per la produzione di oggetti in pietra), ma per assistere alla creazione di una vera e propria industria dotata di un complesso sistema organizzativo bisogna attendere fino alla fine del XVIII secolo, quando ha luogo la cosiddetta "rivoluzione industriale", che ha inizio con lo sviluppo dell'industria tessile in Gran Bretagna, al quale seguì lo sviluppo dell'industria siderurgica.
Nel XX secolo ha luogo un ulteriore progresso dal punto di vista industriale, contraddistinto dall'affermarsi del petrolio e del gas naturale come principali fonti di energia, che ha portato alla nascita di nuovi stabilimenti e con essi nuove opportunità lavorative. Tale crescita economica fu rallentata negli anni settanta a causa dell'avvento della crisi petrolifera, a seguito della quale si verificò uno spostamento della manodopera dal settore secondario (di cui fa parte l'"industria" propriamente detta) al settore terziario (orientato alla fornitura dei servizi), in particolare per quello che riguarda l'industria dell'informatica e della telematica, che si svilupparono durante la seconda guerra mondiale come conseguenza dell'avanzamento in ambito scientifico e tecnologico derivante dalla situazione di rivalità tra le nazioni belligeranti. In seguito a tale trasformazione dell'assetto occupazionale, il termine "industria" venne utilizzato in senso più ampio anche per il settore terziario, in particolare nell'accezione di "industria dei servizi".

## Gli effetti e risvolti sociali

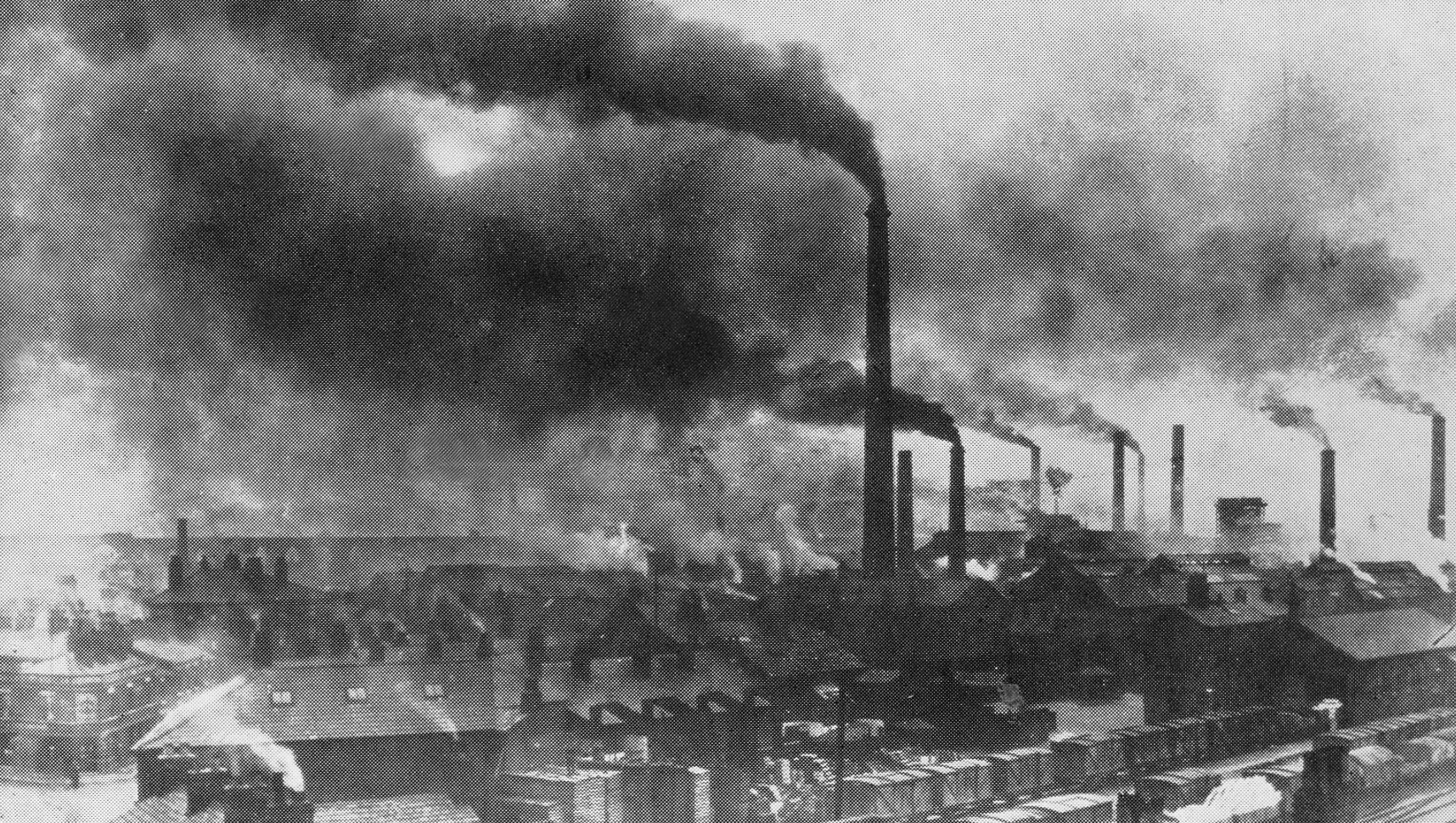
Inquinamento atmosferico prodotto da uno stabilimento industriale in Gran Bretagna alla fine del XIX secolo.

## Descrizione
Lo stesso termine viene utilizzato in senso stretto per indicare alcune attività di produzione di merci e che rientrano nel settore secondario dell'economia (produzione manifatturiera), distinguendo in questo modo l'industria dalla produzione agricola (settore primario) e dalla erogazione di servizi (settore terziario). In senso ancora più stretto, ci si riferisce alla sola produzione di beni materiali del settore secondario in serie, cioè attraverso procedure standardizzate, permettendo quindi la realizzazione di prodotti su larga scala, cioè in grandi quantità, a differenza dell'artigianato, dove il prodotto viene realizzato in quantità limitata.
Tale caratteristica rende l'attività industriale più complessa rispetto a quella artigianale, richiedendo l'utilizzo di un modello organizzativo strutturato (ovvero più o meno complesso), applicazione di standard per la produzione in serie, l'impiego di impianti complessi e infrastrutture per la produzione, la specializzazione del lavoro in uno o più siti produttivi, uno schema predeterminato di divisione dei lavori, un sistema di distribuzione commerciale articolato su un territorio più vasto e un attento studio di fattibilità (che utilizza gli studi e/o i contributi prodotti principalmente nell'ambito dell'economia industriale e dell'economia aziendale) al fine di minimizzare i rischi per l'impresa derivanti dalla costruzione di uno stabilimento industriale. Di conseguenza in ambito industriale il capitale e l'apporto di natura finanziaria sono predominanti rispetto ad altri fattori (ad esempio l'apporto individuale dell'imprenditore), che sono invece peculiari nell'ambito dell'artigianato.

### La produzione industriale

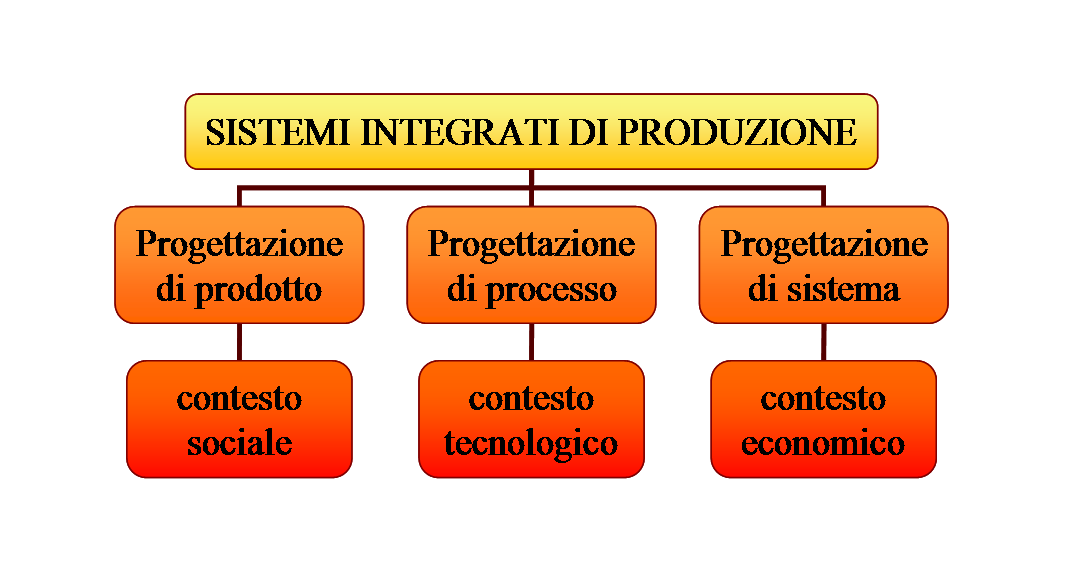

Qualsiasi processo di produzione industriale utilizza le cosiddette "materie prime" che vengono trasformate con mezzi tecnologici per ottenere il prodotto finito, passando eventualmente attraverso la produzione di semilavorati. La trasformazione delle materie prime può essere o comprendere più propriamente lavorazioni di montaggio (assemblaggio) di componenti, seguite o meno da fasi d'installazione del prodotto nell'ambiente di destinazione/impiego.
Il prodotto finito, una volta realizzato, viene inviato alla filiera di distribuzione, attraverso la quale arriva ai consumatori.

#### Indice di produzione industriale

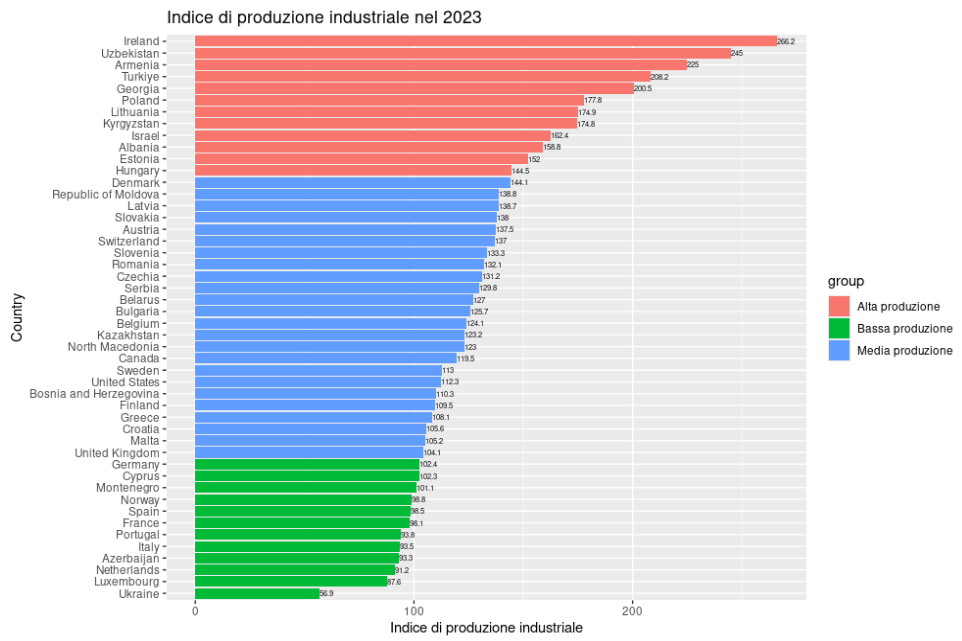
Base 100 nel 2010, Fonte:[https://w3.unece.org/PXWeb2015/pxweb/en/STAT/STAT__20-ME__5-MEPW/0_en_MECCIndProdY_r.px/ Unece